# Walter M601

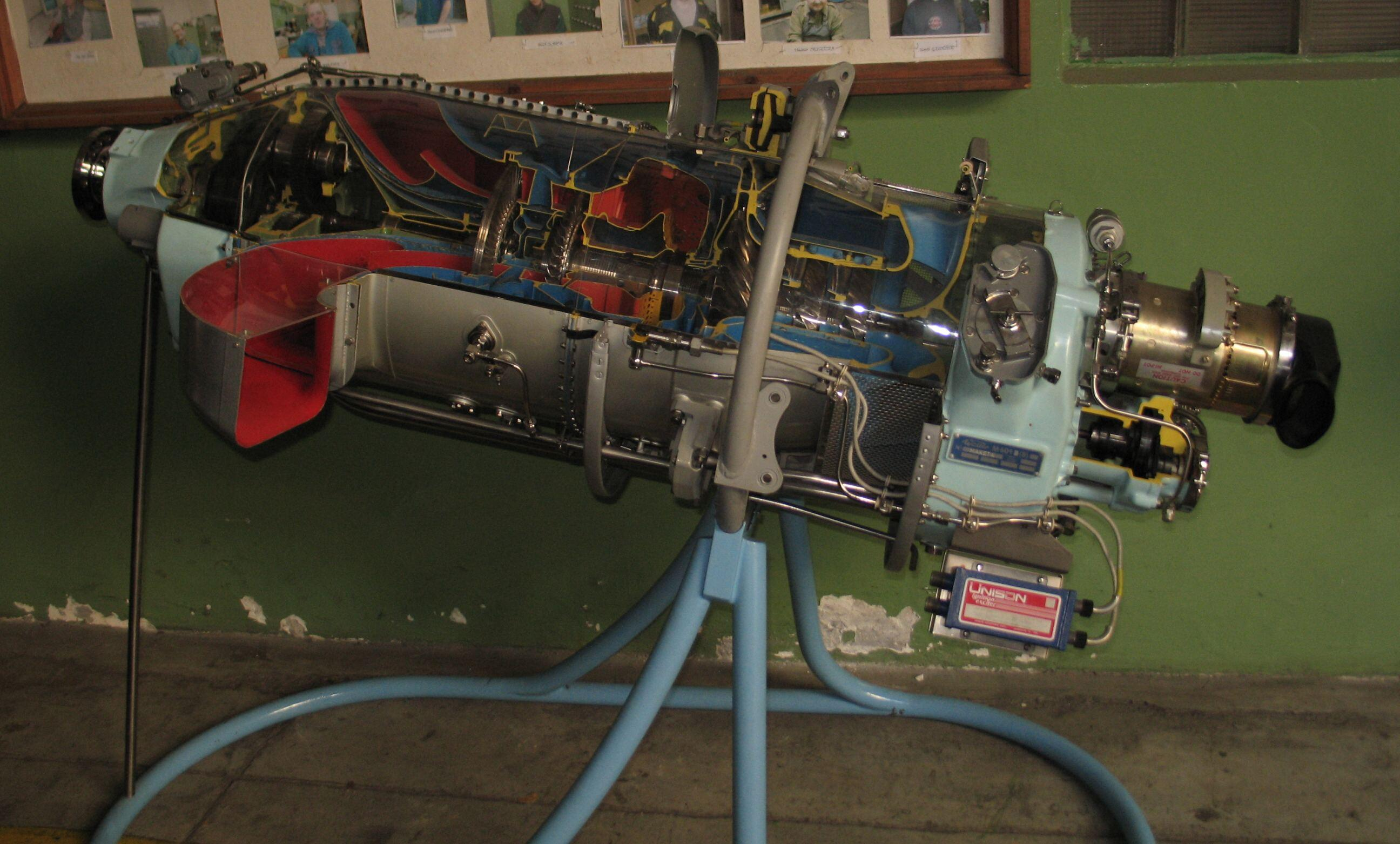
Schnittmodell eines Walter M601E

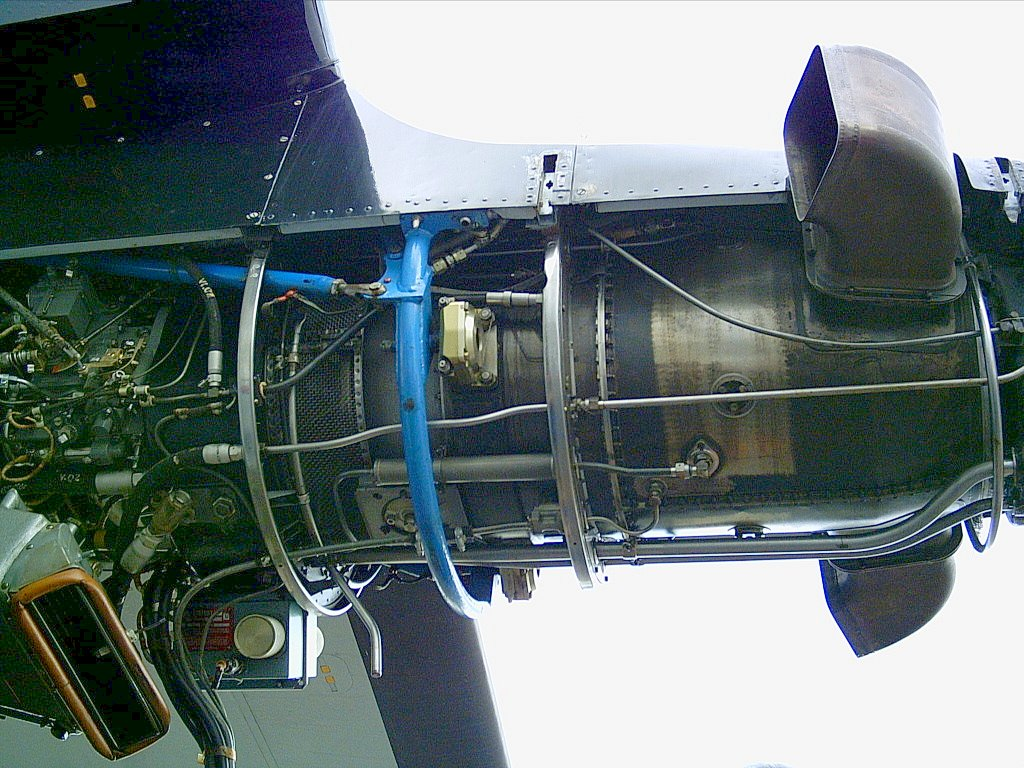
Walter M601 als Triebwerk einer Let L-410

Das Walter M601 ist der erste Turboprop-Antrieb der tschechischen Firma Walter Engines. Er wird für Geschäftsreise-, Agrar- und militärische Trainingsflugzeuge eingesetzt.

## Geschichte
Die Produktion der ersten Version (Model M601A) begann 1975. Nach mehreren Varianten wurde 1986 mit der Version M601E eine umfangreiche Weiterentwicklung des Triebwerks vorgestellt. Insgesamt wurden bisher mehr als 1500 Stück gebaut.

## Versionen
M601A/BErste Basismodelle für die Let L-410. Werden nicht mehr produziert.
M601DVersion für die Let L410UVP-E. Als M601D-1 im Einsatz bei PZL Kruk und Ayres Thrush, als M601D-2 für einige Dornier Do 28, als M601D-11NZ für die Fletcher FU-24. Weiterhin existiert ein M601D-11.
M601Everbesserte Versionen (M601E-11, M601E-11A, M601E-11AS, M601E-11S, M601E-21) für die Let L410UVP-E
M601Fverbesserte Versionen (M601FS, M601F-11, M601F-22, M601F-32) für die Let L420UVP
M601TVersion für den Trainer PZL-130 Orlik
M601ZVersion für die Let Z-37T
M601H-80Neue Version mit 597 kW Leistung, die nach Übernahme von Walter durch General Electric entwickelt wurde und sieben Prozent weniger Treibstoff verbrauchen soll.

## General Electric H80
Im März 2012 wurde der mittlerweile unter GE Aviation Czech firmierenden Walter Engines die Musterzulassung für das aus dem M601H-80 weiterentwickelte General Electric H80 durch die FAA erteilt. Im November folgten die Varianten GE H75 und H85. Die Triebwerke haben, entsprechend ihrer Bezeichnung, Leistungen von 750, 800 und 850 Wellen-PS. Die MTBO beträgt 3600 Flugstunden oder 6600 Triebwerkszyklen.

## Technische Daten
Es handelt sich bei den Triebwerken um entgegen der Flugrichtung durchströmte Zweiwellen-Turbopropantriebe, bei denen zwei axiale und eine zentrifugale Kompressorstufe für den Gasgenerator zum Einsatz kommen, die von einer einstufigen Turbine angetrieben werden. Eine weitere einstufige Axial-Arbeitsturbine treibt über ein zweistufiges Getriebe mit einem Untersetzungsverhältnis von 15:1 den Propeller an.
|                    | M601D                     | M601E                     | M601F                     | M601Z                     | GE H80                    |
| ------------------ | ------------------------- | ------------------------- | ------------------------- | ------------------------- | ------------------------- |
| Startleistung      | 540 kW                    | 560 kW                    | 580 kW                    | 382 kW                    | 597 kW                    |
| max. Dauerleistung | 490 kW                    | 490 kW                    | 500 kW                    | 245 kW                    | 597 kW                    |
| Propellerdrehzahl  | 2080                      | 2080                      | 2080                      | 1900                      | 2080                      |
| Masse              | 193 kg                    | 200 kg                    | 202 kg                    | 201 kg                    | 202 kg                    |
| Abmessungen        | 650 mm × 590 mm × 1675 mm | 650 mm × 590 mm × 1675 mm | 650 mm × 590 mm × 1675 mm | 650 mm × 590 mm × 1675 mm | 650 mm × 590 mm × 1675 mm |